# ロータックス
BRPロータックス有限合資会社（BRP-Rotax GmbH & Co. KG ）はオーストリアのエンジンメーカーである。一般的には単にロータックスと呼ばれる。ボンバルディア・レクリエーショナルプロダクツ（BRP）の製品（スノーモービル、雪上車、パーソナルウォータクラフト、ATVなど）のエンジンを製造していることで知られており、また4ストローク、2ストロークを問わず様々なオートバイ、カート、軽飛行機用のエンジンを生産している。過去50年間に350以上のモデルのエンジンを、600万台以上生産している。

## 歴史
1920年、ドイツのドレスデンにロータックス・ヴェルク社 ( ROTAX-WERK AG ) として設立されたのが最初である。1930年にフィヒテル&ザックス（現ZFザックス）に買収されて活動拠点をシュヴァインフルトに移したが、1943年にはオーストリアのヴェルスへ移り、最終的に1947年からはグンスキルヒェンを拠点としている。
1959年、ロータックスはウィーンに本拠を構える自動車や鉄道車両のメーカー、ローナー・ヴェルケ（Lohner-Werke ）と合併し、ローナー・ロータックスとなった。1962年には最初のスノーモービル用エンジンを造っている。そして1970年、ローナー・ロータックスはボンバルディアに買収され、ボンバルディア・ロータックスとして当時は同じボンバルディアグループ傘下にあったBRPのATV、パーソナルウォータクラフト、スノーモービルへのエンジン供給を開始した。
かつては2ストロークエンジンだけを製造していたが、1982年を境に4ストロークエンジンの製造を始め、1989年にはタイプ912が航空機用エンジンとして型式認定を受けている。
2003年、ボンバルディアがレクリエーショナル車両部門の売却を決定し、BRPがボンバルディアグループから独立する。ロータックスはBRPの子会社としてBRPロータックスとなった。
2008年にはビューエルのオートバイのためにヘリコンと呼ばれる1125ccの水冷4ストローク72度Vツインエンジンを製造した。

## 主な製品

### スノーモービル用エンジン
ロータックスの主要製品であるスノーモービル用エンジンは2ストローク/4ストローク、単気筒から3気筒まで、排気量では270ccから1500ccまで、27馬力から150馬力までと、多種多様なラインナップが揃えられている。
- タイプ1304
- タイプ995SDI
- タイプ797R E-TEC
- タイプ797R
- タイプ793HO
- タイプ593HO E-TEC
- タイプ593HO SDI
- タイプ593HO
- タイプ593RS
- タイプ593SS
- タイプ552
- タイプ536
- タイプ810
- タイプ453
- タイプ440
- タイプ377
- タイプ277
- タイプ462

### パーソナルウォータクラフト用エンジン
ロータックスがリリースした4ストロークエンジンは、パーソナルウォータクラフト用エンジンの世界的なトレンドを作り上げた。現在ではパーソナルウォータクラフト用として2ストロークと4ストローク、2気筒と3気筒、130馬力から300馬力までのモデルがある。
- タイプ1503SC IC
- タイプ1503SC
- タイプ1503NA
- タイプ1503DT
- タイプ947DI

### ATV用エンジン
ATV用エンジンとしては水冷4ストロークの単気筒モデルと2気筒モデルがある。排気量は400ccから800ccまであり、チェンジペダル付きのギヤボックスを持ったものとCVTのものがある。タイプ810は、スノーモービル用エンジンとしても使われている。
- タイプ810
- タイプ660
- タイプ654DS
- タイプ490
- タイプ449
- タイプ400

### オートバイ用エンジン
- タイプ1125R - ビューエル向けの通称ヘリコンエンジン。ショートストロークの高回転型Vツインエンジンで、最高出力は146馬力/10,500rpm。
- タイプV990 - マグネシウム製のシリンダーヘッドとクラッチカバーを採用して軽量かつコンパクトにまとめられたスポーツバイク用エンジン。BRPのカンナム・スパイダー・ロードスター用の95馬力モデルと106馬力モデル、アプリリアのスポーツバイク用139馬力モデルがある。
- タイプ904 - ハスクバーナのNUDA900/900R用並列2気筒エンジン、898cc、ボア84mm、ストローク81mm、圧縮比13.2：1、315°クランク、104馬力。ベースエンジンはBMW F800シリーズ用のタイプ804エンジン。
- タイプ804 - BMWのF800シリーズ用85馬力仕様と、新型のF650GS用71馬力仕様がある。
- タイプ654 - BMWのF650およびG650シリーズ等に搭載された単気筒エンジン。
- タイプ122 - アプリリアのAF1やRS125に搭載された単気筒エンジン。タイプ123の後継モデル。RAVEと呼ばれる排気デバイスを装着した30馬力モデルとRAVEを外した15馬力モデルがある。
- タイプ123 - 33馬力。

### カート用エンジン
- KART RM1
- タイプFR125 MAX DD2
- タイプFR125 MAX
- タイプFR125 JUNIOR MAX
- タイプFR125 MINI MAX
- タイプFR125 MICRO MAX
- タイプ256 - 250cc2気筒。
- タイプ257 - 250cc単気筒。

### 産業用エンジン
- タイプ185 - 消火ポンプ用エンジン。航空機用エンジンとしても使用されている。

### 航空機用エンジン
軽飛行機やウルトラライトプレーン用のエンジンを製造している。
4ストロークエンジン
- タイプ914F/UL - RQ-1 プレデター 無人偵察機に使用されている。
- タイプ912S/ULS
- タイプ912A/F/UL

2ストロークエンジン
- タイプ618UL
- タイプ582UL
- タイプ532UL
- タイプ503UL
- タイプ447UL
- タイプ377
- タイプ277